# Goodfellas
Goodfellas (bra: Os Bons Companheiros; prt: Tudo Bons Rapazes) é um filme estado-unidense de 1990. Trata-se de um drama policial dirigido por Martin Scorsese, com roteiro baseado no livro de não ficção Wiseguy, de Nicholas Pileggi, coautor do roteiro (com Scorsese).
Scorsese inicialmente intitulou o filme Wise Guy e adiou sua produção; ele e Pileggi mais tarde mudaram o título para Goodfellas. Para se preparar para seus papéis no filme, De Niro, Pesci e Liotta frequentemente conversavam com Pileggi, que compartilhava material de pesquisa que sobrou da escrita do livro. De acordo com Pesci, improvisações de ensaios onde Scorsese deu aos atores liberdade para fazer o que quisessem eram comuns. O diretor fazia transcrições dessas sessões e pegou as falas que mais gostou e as colocou em um roteiro revisado, com o qual o elenco trabalhou durante a fotografia principal.
Um sucesso de público e crítica, Goodfellas é amplamente considerado um dos maiores filmes já feitos, particularmente no gênero gangster. Em 2000, foi considerado "culturalmente, historicamente ou esteticamente significativo" e selecionado para preservação no National Film Registry pela Biblioteca do Congresso dos Estados Unidos. Seu conteúdo e estilo foram emulados em inúmeras outras peças de mídia.

## Sinopse
Contada em primeira pessoa pelo ítalo-irlandês Henry Hill (Ray Liotta), o filme traça uma biografia da Máfia. Ainda jovem, Henry se envolve com Tommy DeVito (Joe Pesci) e James Conway (Robert De Niro) e se casa com Karen (Lorraine Bracco), jovem judia que vê toda a sua vida social se misturando com o crime.

## Elenco
| Ator                                    | Personagem               | Baseado em                      |
| --------------------------------------- | ------------------------ | ------------------------------- |
| Ray Liotta                              | Henry Hill               | Henry Hill                      |
| Robert De Niro                          | Jimmy Conway             | Jimmy Burke                     |
| Joe Pesci                               | Tommy DeVito             | Thomas DeSimone                 |
| Paul Sorvino                            | Paul Cicero              | Paul Vario                      |
| Lorraine Bracco                         | Karen Hill               | Karen Friedman Hill             |
| Frank Sivero                            | Frankie Carbone          | Angelo Sepe                     |
| Tony Darrow                             | Sonny Bunz               | Angelo McConnach                |
| Mike Starr                              | Frenchy                  | Robert McMahon                  |
| Frank Vincent                           | Billy Batts              | William "Billy Batts" DeVino    |
| Chuck Low                               | Morrie Kessler           | Martin Krugman                  |
| Frank DiLeo                             | Tuddy Cicero             | Vito "Tuddy" Vario              |
| Johnny Williams                         | Johnny Roastbeef         | Louis Cafora                    |
| Jim Colella                             | Jim Colella              | Jim Colella                     |
| Samuel L. Jackson                       | Parnell "Stacks" Edwards | Parnell Steven "Stacks" Edwards |
| Frank Adonis                            | Anthony Stabile          | Anthony Stabile                 |
| Catherine Scorsese                      | Mãe de Tommy DeVito      | avó de Thomas DeSimone          |
| Gina Mastrogiacomo                      | Janice Rossi             | Linda Coppociano                |
| Debi Mazar                              | Sandy                    | Megan Cooperman                 |
| Margo Winkler                           | Belle Kessler            | Fran Krugman                    |
| Welker White                            | Lois Byrd                | Judy Wicks                      |
| Julie Garfield                          | Mickey Conway            | Mickey Burke                    |
| Detetive Ed Deacy                       | ele próprio              | ele próprio                     |
| Christopher Serrone                     | Henry Hill (jovem)       | Henry Hill (jovem)              |
| Charles Scorsese                        | Vinnie                   | Thomas Agro                     |
| Michael Vivalo                          | Nicky Eyes               | ele próprio                     |
| Michael Imperioli                       | "Spider"                 | Michael "Spider" Gianco         |
| Tony Ellis                              | Bridal Shop Owner        | Jerome Asaro                    |
| Elizabeth Whitcraft                     | Namorada de Tommy        | Theresa Ferrara                 |
| Illeana Douglas                         | Outra namorada de Tommy  | Rosie                           |
| Anthony Powers                          | Jimmy Two-Times          | Bobby "The Dentist"             |
| Promotor público assistente Ed McDonald | ele próprio              | ele próprio                     |
| Ray DeBenedictis                        | "Peter"                  |                                 |
| Tony Lip                                | Frankie "The Wop"        | Francesco Manzo                 |
| Kevin Corrigan                          | Michael Hill             |                                 |

## Recepção
De acordo com o site agregador de críticas Rotten Tomatoes, o filme te um índice de 95% (baseado em 164 resenhas), com uma nota média de 9 (de 10). O consenso dos críticos do site diz: "Contundente e estiloso, Goodfellas é um clássico filme de gangsters — e sem dúvida o ponto alto da carreira de Martin Scorsese". O Metacritic deu ao filme uma média ponderada de 92 (de 100) baseado em vinte e uma críticas, indicando "aclamação universal". O público pesquisado pelo CinemaScore deu ao filme uma nota média de "A−", em uma escala de A+ a F.

## Prêmios e indicações
| Prêmio/evento           | Categoria                      | Recipiente                        | Resultado                 |
| ----------------------- | ------------------------------ | --------------------------------- | ------------------------- |
| Oscar 1991              | Melhor ator coadjuvante        | Joe Pesci                         | Venceu                    |
| Oscar 1991              | Melhor filme                   | Irwin Winkler, Martin Scorsese    | Indicado                  |
| Oscar 1991              | Melhor direção                 | Martin Scorsese                   | Indicado                  |
| Oscar 1991              | Melhor roteiro adaptado        | Nicholas Pileggi, Martin Scorsese | Indicado                  |
| Oscar 1991              | Melhor atriz coadjuvante       | Lorraine Bracco                   | Indicado                  |
| Oscar 1991              | Melhor edição                  | Thelma Schoonmaker                | Indicado                  |
| Globo de Ouro 1991      | Melhor direção                 | Martin Scorsese                   | Indicado                  |
| Globo de Ouro 1991      | Melhor filme - drama           | Irwin Winkler, Martin Scorsese    | Indicado                  |
| Globo de Ouro 1991      | Melhor ator coadjuvante        | Joe Pesci                         | Indicado                  |
| Globo de Ouro 1991      | Melhor atriz coadjuvante       | Lorraine Bracco                   | Indicado                  |
| Globo de Ouro 1991      | Melhor roteiro                 | Nicholas Pileggi, Martin Scorsese | Indicado                  |
| BAFTA 1991              | Melhor filme                   | Irwin Winkler, Martin Scorsese    | Venceu                    |
| BAFTA 1991              | Melhor direção                 | Martin Scorsese                   | Venceu                    |
| BAFTA 1991              | Melhor figurino                | Richard Bruno                     | Venceu                    |
| BAFTA 1991              | Melhor montagem                | Thelma Schoonmaker                | Venceu                    |
| BAFTA 1991              | Melhor roteiro adaptado        | Nicholas Pileggi, Martin Scorsese | Venceu                    |
| BAFTA 1991              | Melhor ator                    | Robert De Niro                    | Indicado                  |
| BAFTA 1991              | Melhor cinematografia          | Michael Ballhaus                  | Indicado                  |
| Festival de Veneza 1990 | Melhor Diretor (Leão de Prata) | Martin Scorsese                   | Venceu[carece de fontes?] |